# Форбант
Форбант (грч. Φόρβας) је у грчкој митологији било име више личности.

## Етимологија
Име Форбант има значење „страшни“.

## Митологија
- Био је син Триопа (једног од Хелијада) и Мирмидонове кћерке Хискиле.[2] Према другим изворима, био је син Лапита и Орсиноме, Перифантов брат.[3] Њега су позвали становници острва Рода, а по савету пророчишта, да им очисти острво од змија.[3] Према другој причи, његову лађу је на то острво (које се звало Офијуса, јер је латински назив за змије Ophidia) нанела бура, али је он свеједно уништио све змије на њему.[2] Према Диодору, на острву су га након тог подвига славили као хероја и као његово име се још помиње и Офиох (или Офијух).[3] Према Хигину, пренет је у сазвежђе Змијоноша.[4] Друге традиције су помињале да је он пристигао из Тесалије у Олен, где му је Алектор, елидски краљ понудио савезништво, а против Пелопа. Алектор је чак поделио краљевство са њим, оженио његову кћерку Диогенеју, док се Форбант оженио његовом сестром Хирмином, са којом је имао синове Аугија и Актора.[3] Према неким наводима, њихови синови су били и Тифиј и Пелен.[2] Форбант је био описан и као дрски борац у песничењу, који је заједно са Флегијцима опљачкао Аполонов храм на Делфима, али га је бог ипак поразио[3], односно убио приликом меча у песничењу. Према неким изворима, ово није иста личност и овај Форбант је био принц тесалских Флегијаца, познат као дивљак, који је емигрирао у Елиду. Неки аутори, осим поменутих синова, му приписују и кћерке Проноју и Астидамију.[5]

- Према Аполодору и Паусанији, краљ Аргоса, који је наследио свог оца Арга. Његова мајка је била Евадна, Стримонова кћерка. Форбант је Триопов отац, који је такође био краљ Аргоса.[6] Неки извори наводе да је можда био и Кријасов син и да се оженио Еубејом и са њом имао сина Триопа, те би он онда био деда претходно наведеног Форбанта.[3]
- Према Хомеровој „Илијади“, отац Диомеде, коју је заробио Ахил.[6]
- Тројанац, миљеник Хермеса, кога је овај бог начинио богатим човеком, власником оваца. Његов син је био Илионеј, учесник тројанског рата. И он је такође поменут у „Илијади“.[6]
- У Овидијевим „Метаморфозама“, Метионов син из Сијене и један од етиопских старешина, кога је убио Персеј када је био у сукобу са Финејем.[6]
- Нон је помињао Форбанта као једог од Панова.[6]
- Према Статију, био је стари слуга Антигоне, те бивши штитоноша Лаја, Едиповог оца.[6]
- Према Плутарху, отац Декситеје и Рома.[6]
- Према Паусанији, син Кријаса и Меланте, брат Ереуталиона и Клеобеје и Аресторов отац.[3]
- Помиње се и човек из Акарнаније, који је, заједно са Еумолпом, отишао у Елеусину.[3]
- Посејдонов син који је предводио Курете у борби против Ерехтеја.[7]
- Форбант се помиње и као један од могућих очева чудовишта Скиле.[1]